# 高邮市汪曾祺学校
高邮市汪曾祺学校（英文：Wang Zengqi School)位于中国江苏省高邮市，现有小学部和初中部。

## 历史
它原名高邮市赞化学校，2017年改名，以当地著名作家汪曾祺命名。它的前身是江苏省高邮中学初中部。

## 外部連結
- 官方网站